# Otto Barsch-Olichschläger
Otto Theodor Julius Barsch-Olichschläger, meist kurz Otto Barsch (* 9. März 1884 in Stettin; † 1956 in Krefeld-Uerdingen) war ein deutscher Ingenieur, der sich auf den Motorpflugbau spezialisiert hatte.

## Leben
Er war der Sohn des Stettiner Kaufmanns Theodor Barsch und dessen Ehefrau Luise geborene Moritz. Zu seinen Vorfahren zählten der klevische Landmeister Heinrich Barsch genannt Olichschläger und der Kanzler gleichen Namens. Nach dem Besuch des Gymnasiums studierte Otto Barsch an der Ingenieurschule. Als Konstrukteur war er bei Hentschel & Co. in Berlin beschäftigt. Am 1. Juli 1910 wurde er Konstrukteur und Betriebsleiter der Märkischen Motorpflugfabrik in Berlin. Als solcher wurde er Erbauer des ersten deutschen unstarren Motorpfluges (Trecker) und daraufhin Versuchsingenieur bei der Stock-Motorpflug Aktiengesellschaft. 1925 war er im Ackerbauministerium in Budapest und von 1928 bis 1929 am Landmaschineninstitut der Universität Halle tätig. Dann wechselte er als Betriebsleiter an die Forstmaschinenfabrik im sächsischen Freiberg. Er trug den Titel eines Oberingenieurs.

## Schriften (Auswahl)
- Motorpflüge (= Autotechnische Bibliothek, Bd. 59), Berlin, 1918.
- Grundlagen zur Berechnung und Konstruktion von Motorpflügen, Berlin, 1918.
- Moderne Automobil-Strassenreinigungsmaschinen, Berlin, 1919.
- Technische Ratschläge beim Motorpflugankauf (= Autotechnische Bibliothek, Bd. 61), Berlin, 1920.
- Der Autotriebwagen (= Autotechnische Bibliothek, Bd. 20), Berlin, 1923.
- Grundlagen zur Berechnung und Konstruktion von Motorpflügen, 2. Aufl., Berlin, 1923.
- Der Motorpflugführer und seine Ausbildung (= Autotechnische Bibliothek, Bd. 62), Berlin, 1924.
- Verwendung von Kraftfahrzeugen bei der Mechanisierung der Forstwirtschaft, Berlin, 1925.
- Die Motorpflugtechnik, Bd. 1 Das Motorpflugwesen, Berlin, 1927.
- Straßen- und Industrieschlepper, Berlin, 1929.
- Die Motorpflugtechnik, Bd. 2 Der Motorpflugbetrieb, Berlin, 1930.